# الغرفة الاقتصادية النمساوية
تعمل الغرفة الاقتصادية الفيدرالية النمساوية (بالألمانية: Wirtschaftskammer Österreich أو WKO) كمنظمة أم فيدرالية لغرف الولايات التسعة و 110 اتحادات تجارية للصناعات المختلفة داخل نظام الاقتصاد النمساوي. تمتلك معظم الغرف والجمعيات الحكومية مكاتب محلية لتقديم الخدمات على مقربة من الأعضاء.
العضوية الإجبارية بموجب القانون الفيدرالي النمساوي تتم تلقائيًا مع الحصول على ترخيص تشغيل الشركة, وبالتالي تشمل جميع الشركات النمساوية العاملة. تشمل العضوية الناتجة عن 517.477 شركة نشطة وفقًا لعام 2017 قطاعات متنوعة مثل التجارة والحرف، والتجارة، والصناعة، والنقل، والسياحة, وصناعات الخدمات, والتمويل والتأمين, ولكن ليس الزراعة, حيث يخدم هذا القطاع غرفته الخاصة.

## المهام والأنشطة الرئيسية

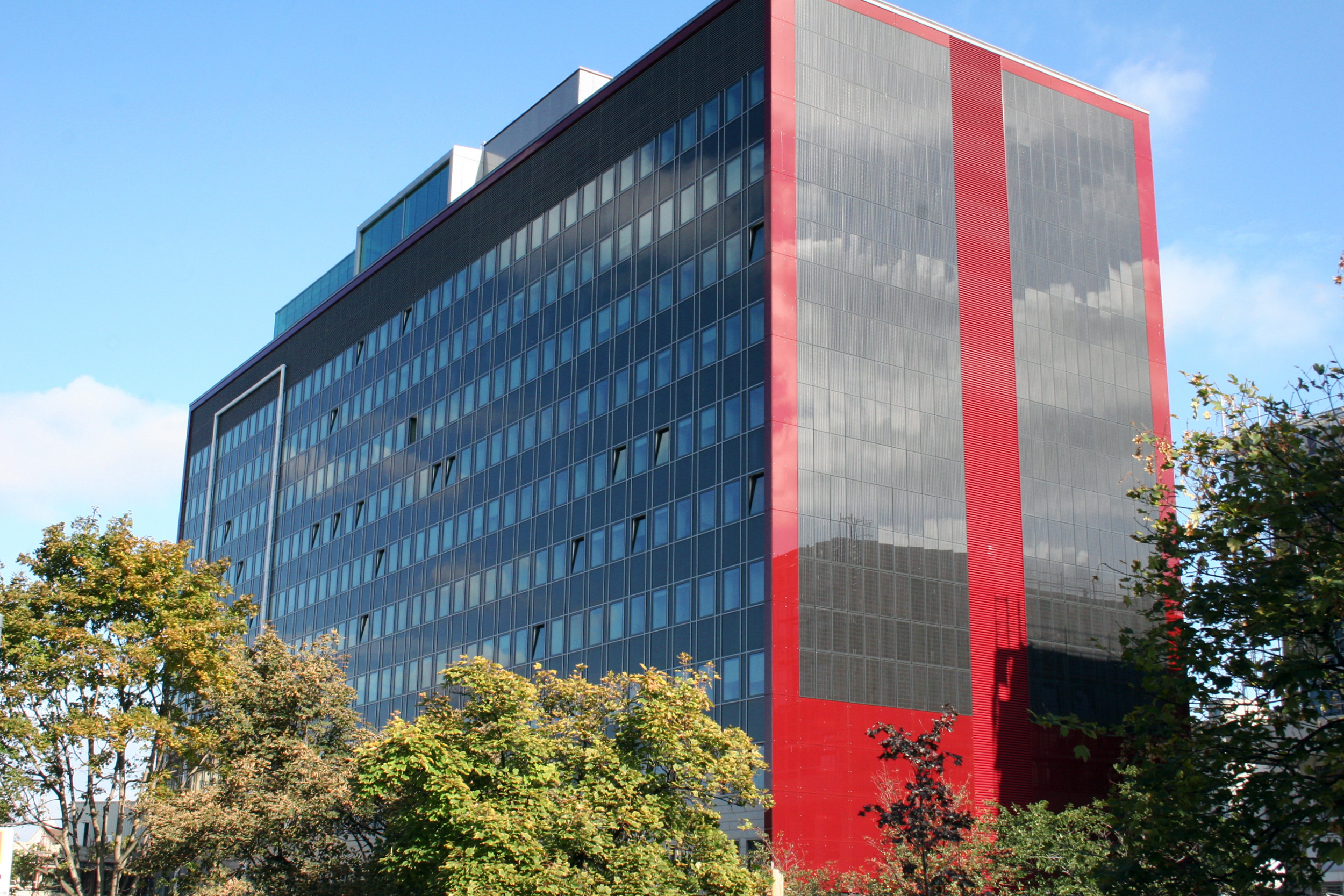
مبنى الغرفة الاقتصادية الاتحادية النمساوية.

تمثيل مصالح العضوية على جميع مستويات الحكومة. بموجب القانون, فإن الحكومات ملزمة بالتشاور مع الغرف بشأن المشاريع التشريعية واللوائح الهامة. يوجد نص في العديد من القوانين لإشراك الغرف في اتخاذ القرار والإجراءات الإدارية. المعلومات والخدمات الاستشارية للأعضاء: تشمل القضايا النموذجية الضرائب وقانون العمل والتدريب المهني والتشريعات الخاصة بالصناعة والإعلان على مستوى الصناعة وأبحاث السوق.

### المفاوضة الجماعية مع النقابات
تدخل الجمعيات التجارية في مفاوضات مع نقاباتها القطاعية على مستوى الدولة. يتم تنظيم الترويج الاقتصادي والتنمية بالإضافة إلى التدريب والاستشارات بشكل أساسي من قبل قسم متخصص في كل منطقة (WIFI, Wirtschaftsfoerderungsinstitut).

### دعم الأعمال
يتم دعم الشركات النمساوية المهتمة بالأعمال التجارية الدولية (التجارة والاستثمار) والابتكار من قبل قسم متخصص (AUSSENWIRTSCHAFT AUSTRIA) مع أكثر من 100 مكتب ميداني حول العالم (مكاتب ADVANTAGE AUSTRIA) بالإضافة إلى شبكة من الخبراء المتخصصين داخل غرف الدولة. تعمل مكاتب ADVANTAGE AUSTRIA كممثلي الأعمال الرسميين للنمسا في الخارج ويتم إخطارها كأقسام تجارية لسفارات وقنصليات النمسا في الخارج.
يوفر القانون العام (Wirtschaftskammergesetz) أساسًا قانونيًا للغرف الاقتصادية الفيدرالية النمساوية, ويوفر الإطار القانوني لجميع الغرف وتعاونها وعضويتها الإلزامية وقواعد تحديد رسوم العضوية. على الرغم من أن الغرف الاقتصادية الفيدرالية منشأة بموجب القانون العام, إلا أنها مدفوعة بالأعمال التجارية حصريًا.
يقوم رواد الأعمال كل 5 سنوات بانتخاب ضباط وممثلين للجمعيات التجارية والغرفة (يبلغ عددهم الإجمالي أكثر من 10,000 ضابط) من رتبهم الخاصة. في هذه الانتخابات, تقدم الاتحادات الحرة لأصحاب المشاريع مرشحيها للتنافس على قيادة الغرف والجمعيات التجارية الفردية. بعض هذه الجمعيات الريادية تابعة لأحزاب سياسية والبعض الآخر منصات مستقلة. منذ عام 2018, يشغل الدكتور هارالد ماهر منصب الرئيس الحالي للغرفة الاقتصادية الفيدرالية النمساوية.

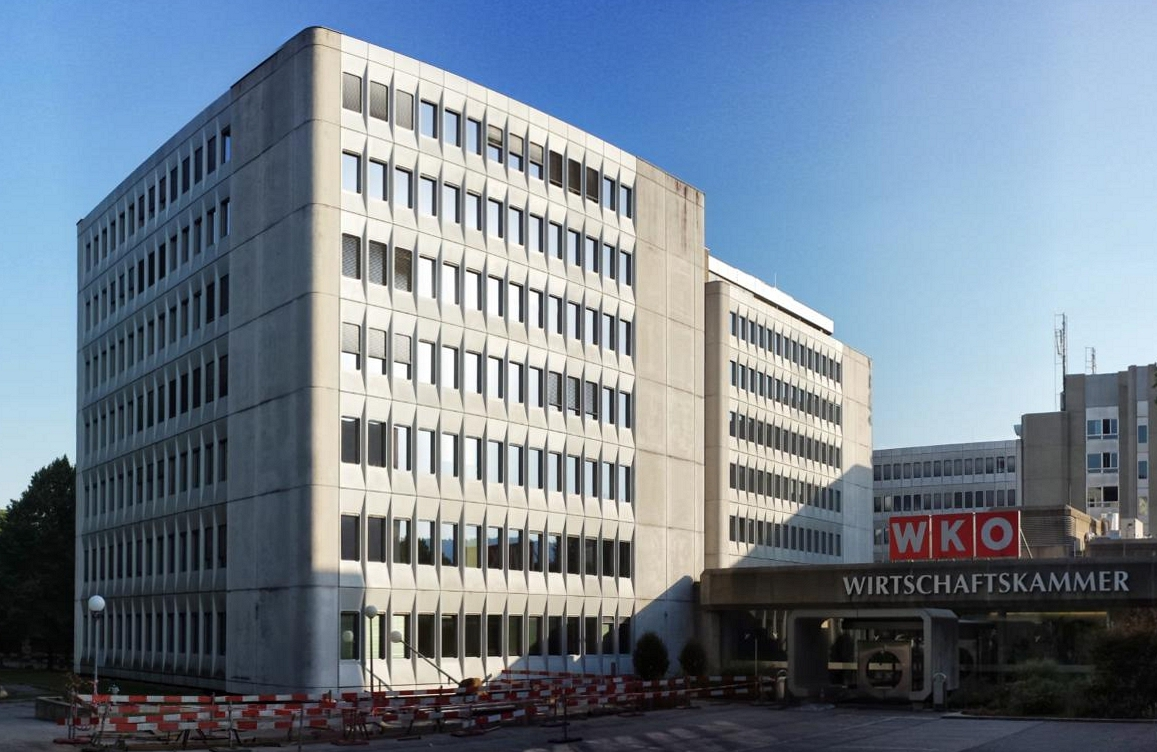
مبنى الغرفة الاقتصادية في جراتس.

تتمتع الغرفة الاقتصادية الفيدرالية النمساوية بالاكتفاء الذاتي من الناحية المالية حيث تغطي مساهمات الأعضاء حوالي 85% من النفقات و 15% أخرى من الإيرادات من المبيعات القابلة للتسويق. هذا العامل, جنبًا إلى جنب مع الإدارة التنظيمية من خلال الحكم الذاتي الديمقراطي, يجعلها مستقلة عن السلطات العامة.

## ADVANTAGE AUSTRIA
في النمسا, يشكل تعزيز التجارة الخارجية, بموجب القانون, جزءًا رئيسيًا من أنشطة الغرفة الاقتصادية الفيدرالية النمساوية. تنعكس الأهمية الهائلة للأعمال التجارية الدولية والوصول إلى الابتكار الدولي في النمسا في النطاق الاستثنائي للخدمات التي تقدمها AdvantageAustria.org (AUSSENWIRTSCHAFT AUSTRIA) مع شبكة دولية تضم أكثر من 100 مكتب ADVANTAGE AUSTRIA في جميع أنحاء العالم, وفي معظم الحالات أقسام من النمسا السفارات والقنصليات في الدول المعنية.
تقدم AUSSENWIRTSCHAFT AUSTRIA للشركات النمساوية مجموعة واسعة من الخدمات التكميلية المتعلقة بتعزيز التجارة الدولية (الصادرات والواردات), والاستثمار خارج النمسا ودعم الشركات النمساوية في الخارج بما في ذلك الخبرة التجارية والاستشارات الفردية, والتوفيق مع شركاء الأعمال المحتملين والمستشارين الموثوق بهم, والوصول لشبكات الابتكار الدولية. يمكن للمكاتب تقديم لمحات عامة عن السوق والبحث عن الوكلاء المحتملين والمستوردين وشركاء التعاون للشركات النمساوية والتحقق من خلفيات الشركاء المحتملين. AdvantageAustria.org مسؤول أيضًا عن تنظيم البعثات التجارية وأجنحة النمسا الرسمية في المعارض التجارية الدولية.
كما يساعد رؤساء مكاتب ADVANTAGE AUSTRIA وفرقهم الشركات المحلية في الوصول إلى المعلومات الرسمية عن النمسا كموقع عمل وفي تحديد الشركات النمساوية المهتمة بممارسة الأعمال التجارية الدولية. www.advantageaustria.org

## روابط خارجية
- الصفحة الرئيسية WKÖ
- بوابة الأعمال الدولية الرسمية في النمسا